# Легковий автомобіль

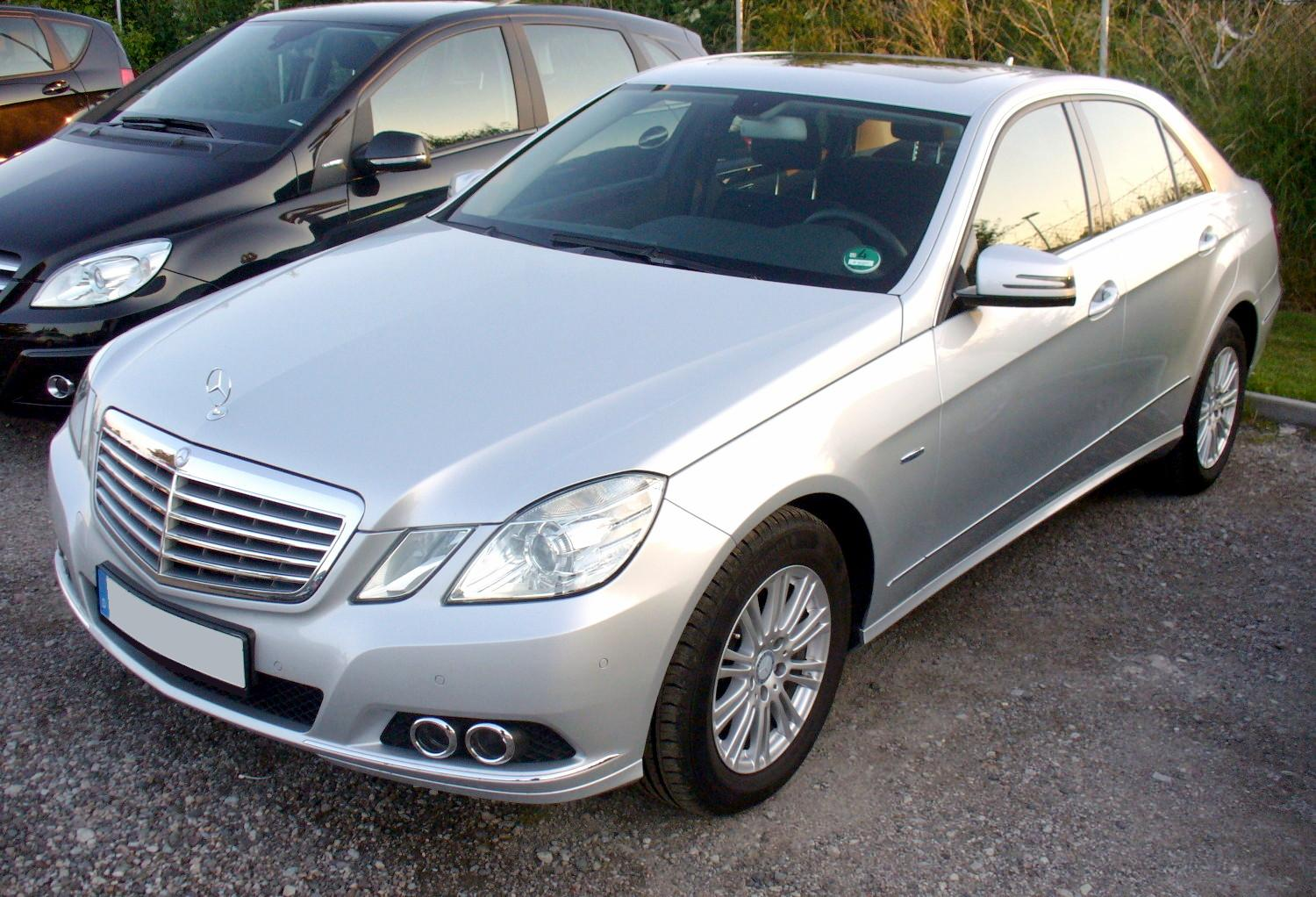
Mercedes-Benz E220 CDI — класичний легковий автомобіль

Легкови́й автомобі́ль — автомобіль з кількістю місць для сидіння не більше дев'яти, з місцем водія включно, який за своєю конструкцією та обладнанням призначений для перевезення пасажирів та їхнього багажу із забезпеченням необхідного комфорту та безпеки але відносно менший, ніж вантажівка та автобус.
Транспортний засіб на 3,4 чи більше колесах, призначений для перевезення людей та вантажу. Автомобіль складається з шасі та кузова. До складу шасі входить двигун (пер., поршневий внутрішнього згорання; з іскровим запалюванням — бензиновий, або із самозайманням — дизельний, часом електричний двигун).

## Виробники
Найбільшим і найрозвинутішим виробником легкових авто в Україні є промисловий гігант АвтоЗАЗ.[джерело?]

## Інтернет-ресурси
- Вікісховище має мультимедійні дані за темою: Легковий автомобіль
- Fédération Internationale de l'Automobile
- Forum for the Automobile and Society
- Transportation Statistics Annual Report 1996: Transportation and the Environment by Fletcher, Wendell; Sedor, Joanne; p. 219 (contains figures on vehicle registrations in various countries in 1970 and 1992)